# Loasaceae
Loasaceae is een botanische naam, voor een familie van tweezaadlobbige planten. Een familie onder deze naam wordt vrijwel universeel erkend door systemen van plantentaxonomie, en zo ook door het APG-systeem (1998) en het APG II-systeem (2003). Het gaat om een familie van enkele honderden soorten.
In het Cronquist-systeem (1981) werd de familie ingedeeld in de orde Violales.